# Kem (Weißes Meer)
Kem (russisch Кемь, finnisch Kemijoki) ist ein 191 km langer Fluss in der Republik Karelien in  Russland. Er hat seinen Ursprung im See Nischneje Kuito und fließt durch eine Anzahl Seen zum Weißen Meer. 
Es gibt eine Kette von fünf Wasserkraftwerken entlang des Flusslaufs. 
Die gleichnamige Stadt Kem liegt an der Mündung des Kem. Wichtige 
Nebenflüsse sind Tschirka-Kem und Ochta von rechts sowie Kepa und Schomba von links.

## Wasserkraftwerke
- Juschkoserskaja GES (1971–1980, 18 MW)
- Beloporoschskaja GES (1992–1999, 130 MW)
- Kriwoporoschskaja GES (1977–1991, 180 MW)
- Poduschemskaja GES (1968–1971, 48 MW)
- Putkinskaja GES (1962–1967, 84 MW)